# Henry Mancini
Henry Mancini, nacido Enrico Nicola Mancini; (Maple Heights, Ohio, 16 de abril de 1924-Beverly Hills, California, 14 de junio de 1994), fue un célebre compositor, director de orquesta, arreglista, pianista y flautista estadounidense de música de cine, de jazz y de influencias latinas. Se le considera uno de los más grandes compositores en la historia del cine, ganador de cuatro premios Óscar, un Globo de Oro y veinte Grammys, así como un Grammy póstumo por su carrera en 1995.
Entre sus trabajos más reconocidos están el tema y banda sonora para las series de televisión Peter Gunn, la banda sonora de La pantera rosa (por la que ganó un Grammy) y su colaboración en las comedias de Blake Edwards, en la que destaca la canción «Moon River» (de Desayuno con diamantes, 1961). Fue el creador de los temas de varias series de televisión (algunas de dibujos animados): Remington Steele (con Pierce Brosnan), El pájaro espino o Peter Gunn, entre otras (sus composiciones para la saga de La Pantera Rosa, el tema de La pantera rosa y el tema de A Shot In the Dark fueron posteriormente usados en las series animadas de la Pantera Rosa y en los cortometrajes del Inspector Closeau, respectivamente). Además compuso las bandas sonoras de Desayuno con diamantes, Charada, Días de vino y rosas, Dear Heart, La carrera del siglo, Dos en la carretera y Victor Victoria.
Fue muy llamativo que Mancini obtuviese su único n.º 1 en las listas Billboard durante la era del rock. Sus arreglos y grabación del tema «Love theme from Romeo and Juliet» (Tema de amor de amor de Romeo y Julieta) subió al n.° 1 el 29 de junio de 1969, manteniéndose en ese puesto dos semanas.

## Biografía
Mancini nació en Cleveland, Ohio en 1924 y creció en West Aliquippa (Pensilvania). Era hijo de inmigrantes italianos provenientes de la región de los Abruzzos. Su madre, Anna (de soltera Pece), llegó a EE. UU. desde Forlì del Sannio (Molise) cuando era un bebé y su padre, Quinto, era un obrero de la Jones and Laughlin Steel Company y músico aficionado que llegó a EE. UU. siendo adolescente alrededor de 1910. Fue en Aliquippa donde a los ocho años, su padre lo introdujo en el estudio de la música y de la flauta, instrumento al que era aficionado. Mancini dijo que escuchar la partitura de Rudolph G. Kopp en la película de Cecil B. DeMille de 1935 Las Cruzadas le inspiró para dedicarse a la composición de música de cine, a pesar de que su padre deseaba que se convirtiera en profesor.
A los 12 años, Mancini se inició en el piano y arreglos orquestales con Max Adkins, concertista de piano y director del Stanley Theatre (ahora Benedum Center) de Pittsburgh. Mancini no sólo hizo arreglos para las bandas del Stanley Theatre, sino que también escribió uno para Benny Goodman, un prometedor director de orquesta que le presentó Adkins.
Poco después de graduarse en la Aliquippa High School, en el otoño de 1942, Mancini asistió primero al Instituto Carnegie de Tecnología (ahora Universidad Carnegie Mellon) de Pittsburgh. Ese mismo año, se trasladó y matriculó en la Juilliard School of Music de Nueva York tras una exitosa audición en la que interpretó una sonata de Beethoven y una improvisación sobre "Night and Day" de Cole Porter.
Tras cumplir 18 años, Mancini se alistó en las Fuerzas Aéreas del Ejército de Estados Unidos en 1943. Durante su entrenamiento básico en Atlantic City (Nueva Jersey), conoció a unos músicos que estaban siendo reclutados por Glenn Miller. Gracias a una recomendación de Miller, Mancini fue destinado primero a la 28ª Banda de las Fuerzas Aéreas antes de ser reasignado al extranjero, a la 1306ª Brigada de Ingenieros en Francia. En 1945, ayudó a liberar el campo de concentración de Mauthausen-Gusen, en Austria.

## Trayectoria
Recién licenciado, en 1945, Mancini se incorporó a la industrial musical. En 1946, se convirtió en pianista y arreglista de la recién reformada Glenn Miller Orchestra, dirigida por "Everyman" Tex Beneke. Mancini amplió sus conocimientos de composición, contrapunto, armonía y orquestación durante sus estudios, iniciándose con los compositores Ernst Krenek, Mario Castelnuovo-Tedesco.
En 1952, Mancini se incorporó al departamento musical de Universal-International. Durante los seis años siguientes, contribuyó con su música a más de 100 películas, entre las que destacan La criatura de la laguna negra, La criatura camina entre nosotros, It Came from Outer Space, Tarántula, This Island Earth, The Glenn Miller Story (por la que recibió su primera nominación al Oscar), The Benny Goodman Story. Su primer éxito como compositor pop fue un sencillo de Guy Lombardo and His Royal Canadians titulado "I Won't Let You Out of My Heart".
Mancini dejó Universal-International para trabajar como compositor y arreglista independiente en 1958, en ese año firma su primer trabajo en solitario, la conocida obra maestra de Orson Welles, Touch of Evil de 1958. Con esta obra, Mancini comienza a definir su personalidad musical: temas inspirados en el jazz, interpretados por una pequeña orquesta. La música de Touch of Evil atrajo la atención del director Blake Edwards, quien lo contrató para hacer la música de su serie de televisión Peter Gunn. Esta fue la génesis de una relación en la que Edwards y Mancini colaboraron en 30 películas a lo largo de 35 años. Mancini creó un tema que pasó a la antología de los grandes temas del cine. Ha sido usado en multitud de películas, por ejemplo en The Blues Brothers de 1980 o Waterworld (1995). Del álbum, editado por RCA Victor, se vendieron en poco tiempo más de un millón de copias. Además, la música de esta serie le valió dos premios Grammys en 1958. La relación entre Edwards y Mancini, es una de las más largas y más exitosas colaboraciones director-músico de la historia del cine. Se prolongó durante más de 30 años y 28 películas. De hecho, su segunda colaboración televisiva, la serie Mr. Lucky le reportó a Mancini dos nuevos Grammy.
En la década de 1960, Mancini alcanza su máxima popularidad. Ya sea por las películas de Edwards (La pantera rosa, Desayuno con diamantes, Días de vino y rosas y otras), o por su colaboración con otros grandes directores como Stanley Donen (Arabesco, Charada y, especialmente, Dos en la carretera) o Howard Hawks (Su juego favorito y Hatari!, con el tema "Baby Elephant Walk"). En esta década, Mancini aportó otras de sus señas de identidad: el coro mixto, que interpreta el tema principal de la película. 
En las décadas de 1970 y 1980 además de películas como El expreso de Chicago o La pantera rosa ataca de nuevo, tuvo que dedicarse también a la televisión, y creó temas muy conocidos como los de las series Hotel y Remington Steele. En 1970 creó la música de la aclamada película de Vittorio de Sica, Los girasoles. En 1982 ganó un Óscar por su comedia musical Victor Victoria, sumando cuatro en total.

## Muerte
Henry Mancini falleció tras una larga batalla contra el cáncer de páncreas en Los Ángeles, California, el 14 de junio de 1994.

## Tributos
En el capítulo del show animado original de La pantera rosa titulado "Pink Plunk Plink", la pantera rosa logra que la orquesta toque su canción icónica, revelándose al final un solo asistente: quien aplaude es nada más y nada menos que Henry Mancini.
Son muchos los artistas que han interpretado sus temas, entre ellos Dave Grusin, en un CD titulado Two for the Road, y Mike Patton, en su proyecto Fantomás del Álbum The Directors Cut en versiones nada convencionales de Experiment in Terror y Charade.
La orquesta de salsa colombiana, La 33, hizo una versión del tema de la Pantera Rosa arreglándola con ritmos de salsa y mambo, y dándole el nombre de La Pantera Mambo.
También la orquesta colombiana La Real Charanga, de Bogotá, un tiempo después de lanzada La Pantera Mambo por La 33, lanzó un arreglo de la canción que identifica a las caricaturas de El Inspector, titulándolo "Inspector Charanga", en ritmo de jazz latino.
Una banda argentina de Punk Rock, Expulsados, versionó el tema intro de "The Pink Panther Show" en su disco "Altoparlantes 2".
Una banda argentina de reggae, Pollera Pantalón, versionó el tema intro de "The Pink Panther Show" y el tema principal de la misma serie.
La banda inglesa Emerson Lake and Palmer versionó el tema de Peter Gunn en el disco In Concert grabado en Montreal en 1977 y editado en 1979. La banda lo utilizó varias veces como introducción en la gira de Works II.
El grupo británico The Art of Noise, con la ayuda “desinteresada” de Duane Eddy, realizó una de las más logradas versiones de Peter Gunn en su álbum In Visible Silence en 1986, mezclando los sintetizadores con la informática y obteniendo con ello uno de sus éxitos mejor valorados en las listas de baile del Reino Unido y Canadá, completándolo con un videoclip cercano al más florido “cine negro”.

## Filmografía
- 1953 - It Came from Outer Space
- 1954 - Creature from the Black Lagoon
- 1955 - ¡Tarántula!
- 1955 - La guerra privada del mayor Benson (con Herman Stein)
- 1958 - Sed de mal
- 1961 - Bachelor in Paradise, de Jack Arnold
- 1961 - Breakfast at Tiffany's (Óscar a la mejor música de film dramático)
- 1962 - Hatari!
- 1962 - Chantaje contra una mujer
- 1962 - Mr. Hobbs Takes a Vacation, de Henry Koster
- 1963 - Días de vino y rosas (Óscar a la mejor canción)
- 1963 - Charada (nominado al Óscar)
- 1963 - La pantera rosa (nominado al Óscar)
- 1964 - Dear Heart, de Delbert Mann
- 1964 - El nuevo caso del inspector Clouseau
- 1965 - Sonrisas y lágrimas (sólo adaptación musical con Joseph Gershenson) (nominados al Óscar)
- 1965 - La carrera del siglo
- 1966 - Dos en la carretera
- 1966 - Arabesque
- 1966 - Moment to Moment, de Mervyn LeRoy
- 1967 - Gunn
- 1967 - Sola en la oscuridad
- 1968 - El guateque
- 1969 - Me, Natalie
- 1969 - Gaily, Gaily
- 1970 - Los girasoles (nominado al Óscar)
- 1970 - Historia de amor
- 1970 - Darling Lili (sólo música adicional y adaptación musical con Johnny Mercer), nominado al Óscar a la mejor adaptación musical.
- 1971 - Casta invencible
- 1972 - Oklahoma año 10
- 1973 - El ladrón que vino a cenar
- 1973 - Érase una vez en Hollywood (junto a otros músicos)
- 1974 - 99'44 % muerto
- 1974 - La chica de Petrovka
- 1975 - El regreso de la pantera rosa
- 1975 - El carnaval de las águilas
- 1976 - La pantera rosa ataca de nuevo
- 1976 - El expreso de Chicago
- 1978 - La venganza de la pantera rosa
- 1979 - 10. La mujer perfecta (nominado al Óscar)
- 1980 - Granujas a todo ritmo (sólo tema musical)
- 1981 - Condorman (Walt Disney)
- 1982 - Remington Steele (serie de televisión)
- 1982 - Victor Victoria (con Leslie Bricusse) (Óscar a la mejor banda sonora y adaptación musical)
- 1982 - Tras la pista de la pantera rosa
- 1983 - La maldición de la pantera rosa
- 1985 - Lifeforce
- 1985 - Santa Claus: el film
- 1986 - Basil, el ratón superdetective
- 1986 - Esta es mi vida
- 1987 - Cita a ciegas
- 1989 - Ese fantasma es mi jefe
- 1990 - Ghost Dad
- 1991 - Nunca olvides
- 1991 - Agente oculto
- 1991 - Switch
- 1994 - Tom y Jerry. La película
- 1994 - El hijo de la pantera rosa

## Premios y distinciones
Premios Óscar
| Año  | Categoría                                              | Película                       | Resultado |
| ---- | ------------------------------------------------------ | ------------------------------ | --------- |
| 1955 | Mejor orquestación de una película musical             | Música y lágrimas              | Nominado  |
| 1962 | Mejor banda sonora de una película dramática o comedia | Desayuno con diamantes         | Ganador   |
| 1962 | Mejor canción original                                 | Desayuno con diamantes         | Ganador   |
| 1962 | Mejor canción original                                 | Soltero en el paraíso          | Nominado  |
| 1963 | Mejor canción original                                 | Días de vino y rosas           | Ganador   |
| 1964 | Mejor canción original                                 | Charada                        | Nominado  |
| 1965 | Mejor banda sonora de una película dramática o comedia | La pantera rosa                | Nominado  |
| 1965 | Mejor canción original                                 | Querido corazón                | Nominado  |
| 1966 | Mejor canción original                                 | La carrera del siglo           | Nominado  |
| 1970 | Mejor banda sonora original                            | Los girasoles                  | Nominado  |
| 1970 | Mejor banda sonora coreada original                    | Darling Lili                   | Nominado  |
| 1970 | Mejor canción original                                 | Darling Lili                   | Nominado  |
| 1972 | Mejor canción original                                 | Casta invencible               | Nominado  |
| 1977 | Mejor Canción                                          | La pantera rosa ataca de nuevo | Nominado  |
| 1980 | Mejor banda sonora original                            | 10, la mujer perfecta          | Nominado  |
| 1980 | Mejor canción original                                 | 10, la mujer perfecta          | Nominado  |
| 1983 | Mejor banda sonora adaptada                            | Victor Victoria                | Ganador   |
| 1987 | Mejor canción original                                 | That's life!                   | Nominado  |